# Sdružení vlastníků obecních, soukromých a církevních lesů v ČR
Sdružení vlastníků obecních, soukromých a církevních lesů v ČR (SVOL) sdružuje část nestátních vlastníků lesů v Česku. Obce a lesní družstva obcí jsou ve SVOL organizovány v komoře obecních lesů, soukromí vlastníci se podílejí na činnosti komory soukromých lesů, církevní vlastníci prostřednictvím komory církevních lesů.

## Historie
Sdružení původně vzniklo z iniciativy obcí a obecních správců lesů, brzy však začali o aktivní spolupráci projevovat zájem i soukromí majitelé lesů, zejména z řad šlechtických rodů. Neformální setkání proběhla pod záštitou Karla Schwarzenberga v oboře Květov v září roku 2002, a na pozvání MVDr. Radoslava Kinského na zámku do Žďáru nad Sázavou v dubnu 2003, k formálnímu ustavení Komory soukromých lesů došlo 18. března 2004.
Komora soukromých a církevních lesů byly do roku 2015 samostatné právnické osoby, které byly kolektivními členy SVOL.
Ke dni 13.10.2022 bylo ve SVOL organizováno 720 přímých členů (1375 vlastníků lesů) s celkovou výměrou 552 tis. ha lesa, což je 21 % výměry všech lesů v republice.

## Činnost
SVOL je zájmové sdružení právnických osob zapsané ve spolkovém rejstříku pod ič 45035652. Jeho dceřinou firmou je od 1. ledna 2023 SVOL obchodní s.r.o. zřízená "pro vytváření výhodných podmínek pro prodej dříví a ostatních komodit členy SVOL jejich smluvním partnerům".
SVOL provozuje weby SVOL, Kouzlo lesa a Den otevřených lesů.

### Komora obecních lesů
Ke dni 13. října 2022 měla Komora OL 481 členů s celkovou výměrou 250 196 ha lesa.

### Komora soukromých lesů
K 25. dubnu 2019 měla Komora soukromých lesů 178 členů s výměrou více než 136 tisíc ha lesa, tj. 36 % výměry lesa všech členů SVOL. Ve funkcích komory se objevují převážně lidé s příjmeními známých šlechtických rodů, členem komory smí být vlastník soukromého lesa, sdružení vlastníků lesů nebo právnická osoba založená nebo určená k hospodaření v soukromých lesích a k jejich správě.

### Komora církevních lesů
Komora církevních lesů do spolkového rejstříku v ČR zatím zapsána nebyla (stav duben 2023).
Ke dni 13.10.2022 měla Komora církevních lesů 21 členů, a to nejen z řad diecézních lesů, ale také z řeholnických řádů. Dohromady členové disponují majetkem větším než 140 tisíc hektarů lesa. Za církevní les se považuje pro účely členství ve SVOL les, jehož vlastníky nebo spoluvlastníky jsou výlučně církve a registrované náboženské společnosti, svazy církví a náboženských společností a právnické osoby založené církevními a náboženskými společnostmi.
Členy Komory církevních lesů jsou:
- Arcibiskupství pražské, lesní správa (brdské lesy[8])
- Jihočeské katolické lesy s.r.o. (Javorná na Šumavě, Kašperské Hory[8])
- Diecézní lesy Hradec Králové s.r.o. (lesy v okolí Vortové[8])
- Biskupství brněnské, Lesní správa
- Arcibiskupské lesy a statky Olomouc s.r.o. (Jeseníky, Hostýnské vrchy, Buchlovské vrchy, Kroměřížsko[8])
- Biskupské lesy, odbor Biskupství ostravsko-opavského (Beskydy, Jeseníky, obora Hukvaldy[8])
- Metropolitní kapitula u svatého Václava v Olomouci
- Lesy augustiniánského opatství s.r.o.
- Benediktinská hospodářská správa Břevnov s.r.o.
- BHS.EMAUZY, Benediktinské opatství Rajhrad s.r.o.
- Bernardinum s.r.o. (správa cisterciáckých klášterů Vyšší Brod a Porta coeli)
- Česká dominikánská provincie
- Křižovnické lesy s.r.o.
- Kanonie premonstrátů v Nové Říši
- Klášterní lesy Strahov s.r.o. (lesy v majetku Královské kanonie premonstrátů na Strahově)
- Lesy kláštera Želiv, Klášter Želiv s.r.o. (lesy v majetku Kanonie premonstrátů v Želivě)
- Inés Kunštát s.r.o. (správa historického majetku Kongregace sester těšitelek Božského Srdce Ježíšova)